# التشييد والتشغيل ونقل الملكية
نظام البناء والتشغيل والتحويل أو البناء والتشغيل ونقل الملكية (B.O.T) أو التشييد والتشغيل ونقل الملكية مضمونه هو تولي مستثمر من القطاع الخاص بعد الترخيص له من الدولة أو الجهة الحكومية المختصة بتشييد وبناء أي من مشروعات البنية الأساسية كإنشاء مطار أو محطة لتوليد الكهرباء من موارده الخاصة على أن يتولى تشغيله وإدارته بعد الانتهاء منه لمدة امتياز معينة تتراوح عادة ما بين 30 أو 40 سنة وخلالها يتولى تشغيل المشروع بحيث يحصل من خلاله على التكاليف التي تحملها بالإضافة إلى تحقيق أرباح من خلال العوائد والرسوم التي يدفعها مستخدمو هذا المشروع وبعد انتهاء مدة الامتياز يتم نقل المشروع بعناصره إلى الدولة ومن ثم فإن نظام B.O.T يعني وجود آلية تمويلية إنشاء البنى الأساسية في مجتمع ما بعيداً عن موارد الدولة.

## المصطلح
مصطلح "B.O.T" وهو اختصار العبارة الإنجليزية BUILD OPERATE TRANSFER والتي تعني البناء والتشغيل والتحويل.

## الأسباب التي أدت إلى الالتجاء لنظام B.O.T
يعد نظام الـ B.O.T أحد الوسائل الملائمة لتمويل مشروعات البنية الأساسية بعيداً عن ميزانية الدولة حيث يتحمل المستثمر والذي يأخذ عادة شكل شركة أو كونسورتيوم دولي أو محلي الأعباء المالية لإقامة هذه المشروعات مقابل العوائد المحصلة نتيجة للتشغيل وهذا يعني تخفيف الأعباء التمويلية ومخاطرها عن الدولة ولا شك أن هذا النظام يساعد الدول التي تعاني من ضعف الاستثمارات إقامة المشروعات التي تحتاج لأموال طائلة لا تتوافر لديها.

## المزايا
الاستفادة من الخبرات الفنية في إدارة تشغيل المشروعات خاصة ما يتعلق بنقل التكنولوجيا وتدريب العاملين على أحدث ما توصلت إليه علوم الإدارة بما يسهم في إيجاد قاعدة من ذوي الخبرات الإدارية.
تعزيز الكفاءة الإنتاجية في تشغيل مشروعات البنية الأساسية باستخدام أحدث الوسائل الفنية.
تحسين خدمات النقل وما ترتبط به من تحميل وتفريغ وتحسين خدمات الموانئ وإطالة للعمر الافتراضي للمنشآت من خلال صيانة دائمة للطرق وغيرها من إنشاءات.
توفير الأموال اللازمة للإنشاء والتي كان يتعين على الحكومة توفيرها.
تحميل مخاطر التنفيذ على منفذي المشروعات والتي يفترض فيهم حسن الإدارة والتنفيذ بأقل تكلفة استثمارية مع ضمان حسن الأداء.

## العيوب
مع التسليم بالمزايا التي تعود على البلدان مانحة الامتياز إلا أن ذلك لا يعني عدم وجود عيوب تكتنف تشغيل هذا النظام ومن أبرزها:
- مغالاة المستثمرين في تقدير التكاليف الاستثمارية للمشروعات والهدف من ذلك فرض أسعار عالية على مستخدمي المشروعات بعد الانتهاء منها.
- قد يترتب على تشغيل بعض المشروعات أضرار بالأوضاع البيئية وهذا يقتضي من جانب الحكومات وضع اشتراطات تتعلق بالتوازن البيئي تكون كأحد شروط منح الامتياز.
- إن بعض المستثمرين قد يلجأون إلى استخدام معدات قديمة أو تكنولوجيا متأخرة نسبياً مما قد لا يوفر الجوانب الفنية اللازمة لخلق كوادر جديدة قادرة على استيعاب المستحدثات الفنية ونقلها.
- إن بعض المستثمرين تحت شعار عدم التدخل يحجمون عن الالتزام بحقوق العمال من تأمينات وضمان وتأمين صحي.
- إمكانية إهمال المستثمرين في صيانة المشروعات كلما قربت مدة انتهاء فترة الامتياز.

المراحل التي يمر بها نظام B.O.T :-
- الحصول على الترخيص أو الامتياز من خلال اتفاق يبرم بين الدولة والمستثمر.
- مرحلة الإنشاء والتشييد وتتم بمقتضى عقد مقاولة بين المستثمر وإحدى شركات المقاولات والتشييد وعادة ما يأخذ هذا العقد شكل تسليم مفتاح.
- مرحة إدارة المشروع وتشغيله وتؤول عوائد التشغيل على المستثمر.
- المرحلة الأخيرة وهي مرحلة انتقال وتحويل الملكية إلى الدولة بعد انتهاء فترة الامتياز.

## تمويلمشروعات B.O.T
يتم تمويل مشروعات B.O.T من خلال قروض دولية تسمى بالقروض الجماعية أو عن طريق مجموعة من البنوك حيث تصل قيمة هذه القروض إلى ملايين الدولارات ويتم سداد هذه القروض وفوائدها عادة من العائد الذي يدره المشروع وهو الأمر الذي أدى بالبنوك التحقق من الكفاءة الفنية والإدارية للمشروع ومستوى المخاطر السياسية والاقتصادية المرتبطة به حيث تشترط عدم منح أي قروض إلا بعد إطلاعها وموافقتها على اتفاق الامتياز وعقود الإنشاءات التي تبرمها الأطراف في هذا الشأن بعد التحقق من/
- صلاحية المقترض للاقتراض والدخول في المشروع.
- ملكية أرض المشروع.
- إمكانية تحويل الأرباح واستقرار سعر الصرف.
- الجدوى الاقتصادية للمشروع ومدى قدرته على تحقيق العائد اللازم لسداد القرض وفوائده.
- الضمانات والتأمينات العينية وعادة ما تكون في صورة استفسارات /
• هل يستطيع المقترض أن يرهن أصول المشروع ؟
• هل يستطيع المقترض تحويل مستحقاته ؟
• هل تضمن الحكومة السداد بطريق مباشر أو غير مباشر ؟
• هل يمكن للمقرض (البنوك) إذا أخفق المقترض في التنفيذ أن يقوم بإدارة المشروع كمدير له ؟
• كيف يمكن توزيع المخاطر خلال المراحل المختلفة لتنفيذ المشروع ؟
• كيف يمكن مواجهة المخاطر المالية (انخفاض العائد / التضخم / عدم استقرار سعر الصرف / فرض أسعار جبرية).
• كيف يمكن الحد من المخاطر السياسية (التأميم / سحب الامتياز / المصادرة) ؟
هذا وتوجد أنظمة أخرى تتشابه بنظام B.O.T وهي على سبيل المثال:
- نظام B.O.O (BUILD OWN AND OPERATE) البناء / التملك / التشغيل بدون التعهد بالتحويل للحكومة.
- نظام B.O.R (BUILD, OPERATE AND RENEWAL OF CONCESSION) البناء / التشغيل / تجديد الامتياز.
- نظام B.L.T (BUILD, LEASE AND TRANDFER) البناء / التأجير التمويلي / التحويل.
- نظام B.R.T (BUILD, RENT AND TRANSFER) البناء / الإيجار / والتحويل.
- نظام B.T.O (BUILD, TRANSFER AND OPERATE) البناء / التحويل والتشغيل.
- نظام D.B.F.O (DESIGN, BUILD FINANCE AND OPERATE) التصميم / البناء / التمويل / التشغيل.
- نظام D.C.M.F (DESIGN, CONSTRUCT MANGE AND FINANCE) التصميم / الإنشاء / الإدارة / التمويل.
- نظام BOOT (BUILD OWN,OPERATE AND TRANSFER) في هذا النوع يمتلك المستثمر المشروع لفترة معينة ثم يتم تحويله للدولة.
- نظام MOOT (MODERNIZE OWN,OPERATE AND TRANSFER) التحديث / التملك التشغيل / التحويل.
- نظام ROO (REHABILITATE, OWN OPERATE) التجديد / التملك / التشغيل.

## الحقوق المقررة لصاحب الامتياز والتزاماته خلال فترة المشروع
توجد بعض الحقوق لصاحب الامتياز كما أن عليه التزامات.
أولا : الحقوق /
استغلال المشروع طوال مدة الامتياز والحصول على عوائد التشغيل.
- احتكار إنشاء المشروع ما لم يمكن هناك ما يحول ذلك ومن ثم فلا يجوز قيام مشروع آخر منافس ويعني هذا أن يكون الامتياز مطلقاً.
- عدم قيام الدولة المانحة للامتياز بإصدار أي تشريعات مقيدة لصاحب الامتياز.
- عدم إنهاء الامتياز أو إلغاءه من جانب الحكومة منفردة.
- تحصيل الرسوم المفروضة على استخدام المشروع والحق في استخدامها لتغطية تكاليفه.
ثانياً الالتزامات :-
على المستثمر التزامات أهمها /
- بناء المشروع وتشغيله طبقاً للمواصفات المتفق عليها.
- الالتزام بالشروط المتعلقة بالحفظ على الأمن والآداب العامة ومتطلبات الحفاظ على البيئة.
- رد المشروع إلى الدولة بدون مقابل وفي حالة طيبة بعد انتهاء فترة الامتياز.
تسوية المنازعات :-
تتضمن آليات تسوية المنازعات بين الدولة المانحة وصاحب الامتياز من خلال الوساطة والتوفيق والتحكيم بمعنى أنه حال حدوث نزاع بين الطرفين فيما يتعلق بتنفيذ العقد أو مراحل التنفيذ أو ما يتعلق بالحقوق والالتزامات وموعد التسليم وغيرها فإنه عادة يتفق على عدم اللجوء إلى الهيئات القضائية سواء على المستوى الداخلي أو الدولي.

## الصعوبات والمخاطر التي تواجه مشروعات B.O.T
المخاطر السياسية /
تتمثل في المصادرة والتأميم والحروب والاضطرابات العرقية
أما المخاطر الاقتصادية /
فهي تتمثل في الأضرار التي قد تصيب المستثمر بسبب تطبيق التشريعات أو القرارات الحكومية سواء كانت على مستوى الاقتصاد الوطني أو المستوى القطاعي أو على مستوى المشروع وتتمثل على سبيل المثال في مخاطر عدم السداد مقابل الانتفاع بخدمات المشروع أو تأجيل السداد ومخاطر تتعلق بالمنافسة وعدم فتح المجال أمام المشروعات الخاصة وذلك لوجود منافسة من جانب المشروعات الحكومية أو السماح بتأسيس مشروعات متماثلة للمشروع قبل أنقضاء مدة الامتياز ومخاطر نكوص الحكومات عن إتمام التعاقد بالإضافة إلى مخاطر إلغاء الامتياز أو السعي لتغير شروطه وإعادة التفاوض بشأنه قبل أنقضاء مدته.
ولمواجهة هذه المخاطر ظهرت الحاجة إلى ضرورة توفير ضمانات من جهات أخرى كبديل ولو مؤقت للخيار الأمثل وهو إزالة تلك المخاطر كلية بالإضافة إلى الضمانات التي تقدمها حكومات البلدان المانحة من خلال أنظمة متعددة الآليات المتعلقة بضمان الاستثمار والقروض وضمان الصادرات وشركات التأمين الخاصة.
وترى المؤسسة العربية لضمان الاستثمار في دراسة لها إلى أن تحقيق المنافع المحتملة لقيام القطاع الخاص بتوفير البنية الأساسية تحقيقاً كاملا ًمن عدمه مسألة تعتمد على الكيفية التي تقوم بها الحكومات بتوزيع المخاطر فيمكن للحكومات أن تزيد المنافع بواسطة تحمل تبعة المخاطر التي تستطيع السيطرة عليها ولكن ينبغي لها أن تتجنب عادة تحمل المخاطر الاخري وبهذه الطريقة يجد المثتثمرون حوافز جيدة يتم بموجبها اختيار المشاريع بعناية وادارتها بكفاءة حيث تتحمل الحكومات في الكثير من مشاريع البني الاساسية الخاصة تبعة مخاطر من المفروض ان يتحملها المثتثمر وبإمكان الحكومات اتخاذ اجراءات لتحسين بيئة توزيع المخاطر من خلال الالتزام با لشفافية في التعامل والإفصاح عن المعلومات وتنفيذ قواعد وتشريعات العمل من خلال تنفيذ جيد يراعي المصلحة العامة بالتوازي مع حقوق المستثمرين.

## وصلات خارجية
- البناء والتشغيل والنقل لتشييد مشروعات البنية التحتية.